# Bothrocophias colombianus
Espèce
Synonymes
- Bothrops microphthalmus colombianus
Rendahl & Vestergren, 1940
- Bothrops colombianus
Rendahl & Vestergren, 1940

Bothrocophias colombianus est une espèce de serpents de la famille des Viperidae. 

## Répartition
Cette espèce est endémique de Colombie. Elle se rencontre dans les départements d'Antioquia et de Cauca, entre 1 400 et 2 300 m d'altitude.

## Description
C'est un serpent venimeux.

## Étymologie
Son nom d'espèce lui a été donné en référence au lieu de sa découverte.

## Publication originale
- Rendahl & Vestergren, 1941 "1940" : Notes on Colombian snakes. Arkiv för Zoologi, vol. 33, n. 5, p. 1-16.